# Stabat Mater (Jenkins)
Karl Jenkins componeerde zijn Stabat Mater in 2006 en 2007. Jenkins schrijft de laatste jaren ook religieuze muziek. Al eerder verscheen uit zijn pen een Mis (The Armed Man) en een Requiem. Nu volgde een Stabat mater.

## Stijl
Jenkins' Stabat Mater is geschreven in de stijl van zijn Adiemus-project(en). De muziek is gedragen, maar uiterst doorzichtig en helder. Qua stijl doet het enigszins denken aan minimal music, zonder het te zijn. De stijl is terug te voeren op zijn tijd bij The Soft Machine waarbij hij ook van deze techniek gebruik maakte.
De muzikale constructie wordt onderbouwd met een reeks percussieinstrumenten, waarbij antieke instrumenten niet worden geschuwd. In het werk zijn bijvoorbeeld darbuka, daf, dohol en rik te horen, maar ook het blaasinstrument de mey doet zijn opwachting. De zang is in Latijn, Engels en soms Hebreeuws, Aramees en Grieks.

## Delen
1. Cantus lacrimosus
2. Incantation
3. Vidit Jesum in tormentis
4. Lament
5. Sancta Mater
6. Now my life is only weeping
7. And the Mother did weep
8. Virgo virginum
9. Are you lost out in darkness?
10. Ave verum
11. Fac, ut portem Christi mortem
12. Paradisi gloria

Jenkins heeft het Stabat Mater aangevuld met werken van derden, die ook te maken hadden met het verwerken van verlies. Incantations, Lament, And the mother did weep, Ave verum zijn aanvullingen buiten de standaard Stabat Mater-tekst. Daarnaast zijn ook nog te vinden:
- Now my life is only weeping, geschreven op tekst van Jalal al-Din Mohammed Rumi; het vertelt over het verlies van zijn mentor Shams al-Din Mohammed Tabrizi;
- Are you lost out in darkness?, overgenomen uit het Gilgamesj-epos; het verlies van Enkidoe.

## Premiere
Het werk ging in Liverpool in première op 15 maart 2008; uitvoerenden waren het koor en orkest van het Royal Liverpool Philharmonic Orchestra o.l.v. de componist met de solisten Jurgita Adamonte (sopraan), Belinda Sykes (etnische zang). De Nederlandse première heeft plaatsgevonden in de Jacobikerk in Utrecht op 9 mei 2009.

## Bron
- Uitgave EMI Classics: uitvoerenden première aangevuld met het koor EMO Ensemble uit Finland.

### Opname
De opname van het Stabat Mater vond in diverse studios plaats. Het basismateriaal in Liverpool werd opgenomen door de mobiele studio van Abbey Road. Aanvullende opnames vonden plaats in Londen (zang) en Helsinki (koor).